# برز أباد (كاشان)
برز أباد هي قرية في مقاطعة كاشان، إيران. عدد سكان هذه القرية هو 114 في سنة 2006.